# Ardèche (rivier)
De Ardèche (Occitaans: Ardecha) is een rivier in Frankrijk die ontspringt in het gelijknamige departement op een hoogte van ongeveer 1400 meter in het "Forêt de Mazan". Zij mondt bij Pont-Saint-Esprit op een hoogte van 50 meter uit in de Rhône.
Tussen Ruoms en Saint-Martin-d'Ardèche meandert zij door de Gorges de l'Ardèche, een honderden meters diep kloofdal met indrukwekkende rotsformaties.
Bekend is vooral de Pont d'Arc, een door de natuur gecreëerde "boogbrug" over de rivier, nabij Vallon-Pont-d'Arc.
In 1994 werd in de rotsformaties van de vallei de grot Chauvet ontdekt, die de oudste tot nu toe bekende rotstekeningen bevat.
De rivier doorkruist de departementen Lozère, Ardèche en Gard.
De belangrijkste zijrivieren zijn de Auzon, de Ligne, de Chassezac, de Ibie en de Beaume.
De rivier is gekend voor de afvaart per kajak, zeker in het toeristische kloofdal. 
Sommige stukken kunnen gevaarlijk zijn, zeker bij opstopping bij het nemen van enkele natuurlijke versnellingen in het water. Verlies van telefoons, rugzakken en zonnebrillen zijn geen uitzondering. Redders zijn er niet.
Zaterdag 4 juni 2022 ontstond er grote paniek onder de kajakkers bij het omslaan van tientallen kajaks. 
Jaarlijks wordt tijdens het tweede weekend van november een wildwatermarathon per kajak georganiseerd, "Marathon de l'Ardèche". Voor deze wedstrijd komen kajakkers uit heel Europa hierheen, waardoor er gemiddeld 1600 deelnemers zijn. Deze marathon wordt gehouden tussen het meer in Salavas en Saint Martin. Het aankomstpunt is stroomopwaarts vanaf de brug in Saint Martin na bij de steunpilaar van de brug gedraaid te hebben.
Genoemd naar de rivier is, naast het departement, ook de Via Ardèche. Dat is een voie verte (autovrij fietspad) op een oude spoorwegbedding die deels parallel loopt met de rivier tussen Aubenas en Grospierres.
- Bibliothèque nationale de France: cb12007918p (data)
- Gemeinsame Normdatei: 4079816-1
- Système universitaire de documentation: 02819456X
- Virtual International Authority File: 150098761